# Björn Ulvaeus
Björn Kristian Ulvæus /bjœːɳ ˈkrɪstjɑːn ɵlˈveːɵs/ (Gotemburgo, 25 de abril de 1945) es un músico sueco, integrante del grupo ABBA.

## Biografía

### Inicios
Nacido en Gotemburgo, Suecia, Björn Ulvaeus se trasladó a los 6 años de edad con su familia a Västervik en la parte sureste de Suecia, donde comienza a tocar la guitarra en un grupo de música tradicional sueca. 
A la edad de 17 años, Björn llama a sus tres amigos Johan Karlberg, Tony Roth y Hansi Schwarz, y los invita a formar una banda de jazz. Los chicos comenzaron a tocar juntos y un día en una de sus prácticas en la casa de Björn, su madre los incita a entrar a un concurso “busca talentos” de un programa de la radio sueca. El grupo no tenía nombre en ese entonces pero la Sra. Ulvaeus tomó el nombre en inglés de su pueblo y los llamó The West Bay Singers (Los cantantes de la bahía del oeste) debido a que Väster significa Oeste y Vik significa bahía. 
Después de esa presentación en la radio el productor Bengt Bernhag estuvo interesado en el grupo. Él le mencionó acerca del grupo al jefe de su organización Stig “Stikkan” Anderson y contactaron con Björn para pedirle una demo. Fue Stig quien le cambió el nombre al grupo a The Hootenanny Singers.

### Los Hootenanny Singers
En 1964 Björn y los Hootenanny Singers fueron de tour por toda Suecia. El grupo rápidamente ganó seguidores de todo tipo desde adolescentes hasta personas adultas. Después de un año del tour, Björn comenzó sus estudios en Economía y Leyes en la Universidad de Estocolmo, los cuales abandonó tempranamente debido a su deseo de continuar en el negocio musical. Los Hootenanny Singers regresaron a hacer tours y así siguieron 4 años volviéndose un grupo extremadamente exitoso. 
Un día en 1966 durante el tour de los Hootenany en Suecia, Björn y sus amigos conocieron al gran grupo de rock n’ roll sueco Hep Stars, el más popular en Suecia, incluso más que los Beatles. Uno de los músicos en este grupo fue Benny Andersson. 
Björn y Benny comenzaron su colaboración musical. Escribieron música juntos y ocasionalmente Benny tocaba junto con los Hootenanny Singers. El primer trazo de la colaboración entre ellos ocurrió en el álbum de los Hootenanny Singers titulado Många ansikten – Many Faces (Muchas Caras) lanzado en 1966. El álbum contenía en su lado A canciones grabadas en sueco y en el lado B en inglés. Una repercusión de este encuentro sería en el lado B conteniendo una composición de Benny Sunny Girl. Incluso Björn compuso varias canciones de este álbum como: Baby those are the rules, Just The Way That You Are, In Thoughts of you y Marianne. 

### Björn y Agnetha
Un día en 1968, Björn encendió la radio y escuchó una hermosa voz femenina. Había algo en la voz de la cantante que hizo que este fuera a la tienda de discos y comprara el sencillo Jag var så kär interpretado por Agnetha Fältskog. Björn se enamoró de la voz sin saber que Agnetha era una de sus grandes fanes. Se conocieron en 1969 en Gotemburgo. Ellos interpretarían canciones en un programa de televisión dedicado al compositor sueco Jules Sylvain. En muy poco tiempo se comprometieron y se mudaron a un pequeño apartamento en Kungsholmen en Estocolmo. 
Björn graba algunos sencillos durante el periodo de 1967-1969 siendo el sencillo titulado Raring – Honey un viejo éxito, el más exitoso de todos pero nunca lanzó un álbum suyo. Björn y Agnetha comenzaron a trabajar haciendo su primera grabación juntos Så här börjar kärlek (El amor comienza de esta forma). El amor era tan grande que se casaron en una pequeña iglesia en Verun al sur de Suecia. 
De este matrimonio saldrían dos hijos: Linda y Christian. Estos dos hijos se convertirían en una inspiración para escribir algunas canciones, como Slipping Through My Fingers.

### La época de ABBA
En 1970 Björn, Agnetha, Benny y Frida hicieron su primera presentación juntos. Al comienzo del periodo de ABBA, Björn componía la música junto con Benny y ambos escribían la letra. Hacia el final de los setenta, se notaba que era más Benny quien componía y Björn gastaba su tiempo en escribir solo las letras. Björn fue desde un principio “el chico listo” del grupo, quien nunca temía estar enfrente de las cámaras ni de la prensa. Él habla más o menos fluido algunos idiomas como el inglés, alemán y español. Su inglés se volvió mucho mejor durante las décadas de 1970 y 1980 y sus letras fueron mucho más maduras que en un principio de la carrera del grupo.
A principios de 1979 Björn y Agnetha decidieron separarse y el divorcio fue anunciado. No le tomó mucho tiempo encontrar a una nueva mujer – Lena. La separación de Agnetha fue un difícil paso debido a dos hijos y el futuro del grupo pop más exitoso: ABBA. Pero afortunadamente la historia de ABBA pudo seguir adelante exitosamente con nuevos álbumes al igual que los hijos tuvieron una buena vida sin importar el divorcio de sus padres. 
ABBA no se separó oficialmente pero no fue tan difícil entender que después del divorcio entre Frida y Benny en 1981 la historia de ABBA terminaría. Björn y Benny continuaron con su colaboración musical, mientras que Frida y Agnetha continuaron sus carreras como solistas.

### Los musicales después de ABBA
Después del regreso de la música de ABBA en 1992, Björn se convirtió en un tipo de reportero hablando acerca de la época de ABBA para la TV y prensa para Suecia y todo el mundo. 
Junto con Benny Andersson y Tim Rice, escribió el musical Chess en 1984. El musical estuvo en Londres por 2 años (1986-1988) y después se mudó a Broadway en 1988 donde no tuvo gran éxito. 
Después del gran éxito del musical Kristina Från Duvemåla Björn hizo diferentes proyectos musicales que fueron lanzados en diferentes álbumes. Durante ese mismo tiempo Björn decidió darle un renacimiento a los viejos éxitos de ABBA creando un musical basado en varias canciones con una historia graciosa. El musical fue llamado Mamma Mia! y tuvo su premier en Londres el 6 de abril de 1999 
Se ha vuelto más y más usual ver a Björn ir a las premieres de Mamma Mia! En todo el mundo. Al principio era común ver a Björn y Benny, el equipo detrás del éxito de ABBA, asistir a las premieres pero Benny parecía no disfrutar mucho con este tipo de publicidad y dejó que sea Björn el que hablara con la prensa. Sorpresivamente Björn comenzó a ser visto en las premieres de Mamma Mia! Con Anni-Frid Lyngstad. Como comentó a la prensa irlandesa en verano de 2004 “Frida ama las premieres de Mamma Mia y ella quiere estar ahí”. 
El 3 de noviembre de 2002 Mamma Mia! tuvo su premier en Hamburgo (Alemania). Ambos, Björn y Benny estuvieron ahí pero fue Björn el que apareció más en la televisión alemana, en donde dio diversas entrevistas acerca de sus antiguos grupos y sus proyectos futuros.

### El regreso de Los Hootenanny Singers en 2005
Rumores acerca del regreso de los Hootenanny Singers comenzaron a circular en el verano del 2004. Björn y Hansi Schwartz negaron eso todo el tiempo hasta que hicieron el regreso en el festival de la balada en Västervik a mediados de julio de 2005. Ellos interpretaron dos veces su viejo éxito Marianne. Fue la primera interpretación en vivo en el escenario de Björn desde el programa “Dick Cavett conoce a ABBA” en abril de 1981.

### Vida personal
Tras divorciarse de Agnetha, Björn se casó con la periodista musical Lena Kallersjö el 6 de enero de 1981 (apenas seis meses después de su divorcio). Del fruto de este matrimonio nacieron dos niñas, Emma (nacida en 1982) y Anna (nacida en 1986). Entre 1984 y 1990 Björn y Lena vivieron en el Reino Unido, donde fundó junto a su hermano una empresa de informática. La pareja anunció su divorcio en 2022.
Igualmente, Ulvaeus es uno de los cuatro propietarios (junto a Per Gessle, del grupo Roxette) de la empresa NoteHeads, conocida por su producto Igor Engraver, un software de escritura musical.
Es miembro de la organización sueca llamada Humanisterna, perteneciente a la Unión Ética y Humanista Internacional, y con cuyo premio anual, Hedenius-priset, fue galardonado en 2006.
En junio de 2008 diversos medios de prensa anunciaron que Björn sufría graves pérdidas de memoria que incluso le habían hecho olvidar hechos de su vida como su pertenencia a ABBA. Björn aseguró que esas informaciones eran exageradas, y que se debían a una malinterpretación de una entrevista radial donde señaló que sus recuerdos de ABBA no eran vívidos.
Desde mayo de 2020, es presidente de la Confederación Internacional de Sociedades de Autores y Compositores (CISAC).

## Distinciones honoríficas

### Distinciones honoríficas suecas
- Comandante de I Clase de la Real Orden de Vasa (31/05/2024).